# Bistrica e Prizrenit
Die Bistrica e Prizrenit (albanisch auch Lumbardh i Prizrenit, serbisch Призренска Бистрица Prizrenska Bistrica) ist ein etwa 34 Kilometer langer linker Nebenfluss des Weißen Drin im Süden des Kosovo. Umgangssprachlich wird sie oft nur Bistrica genannt.
Sie entspringt östlich der Großstadt Prizren in unmittelbarer Nähe des Straßenpasses Prevalla und verläuft zunächst durch ein tief eingeschnittenes Tal in westliche Richtung. Ihre Schlucht trennt den Höhenzug Oshlak im Norden von der Šar Planina im Süden. Ab dem Dorf Gornjasella verläuft die Fernstraße von Prizren nach Kaçanik entlang des Flusses.
Hinter dem Dorf Reçan und kurz vor Prizren verengt sich das Tal und wird zu einer engen Schlucht, der etwa 500 Meter tiefen Gryka e Lumbardhit të Prizrenit. Hier befindet sich das serbisch-orthodoxe Erzengelkloster, welches von der Bistrica umflossen wird und bei den Ausschreitungen im März 2004 zerstört wurde. Am Ortseingang von Prizren tritt der Fluss aus der Schlucht hinaus in die Ebene des Prizrensko polje, um dann – in Stein eingefasst – das unmittelbare Stadtzentrum zu durchfließen.
Hinter Prizren durchquert die Bistrica das landwirtschaftlich genutzte Polje, um schließlich in der Nähe des Ortes Muradem in den hier bereits durch die albanische Fierza-Talsperre angestauten Weißen Drin zu münden.

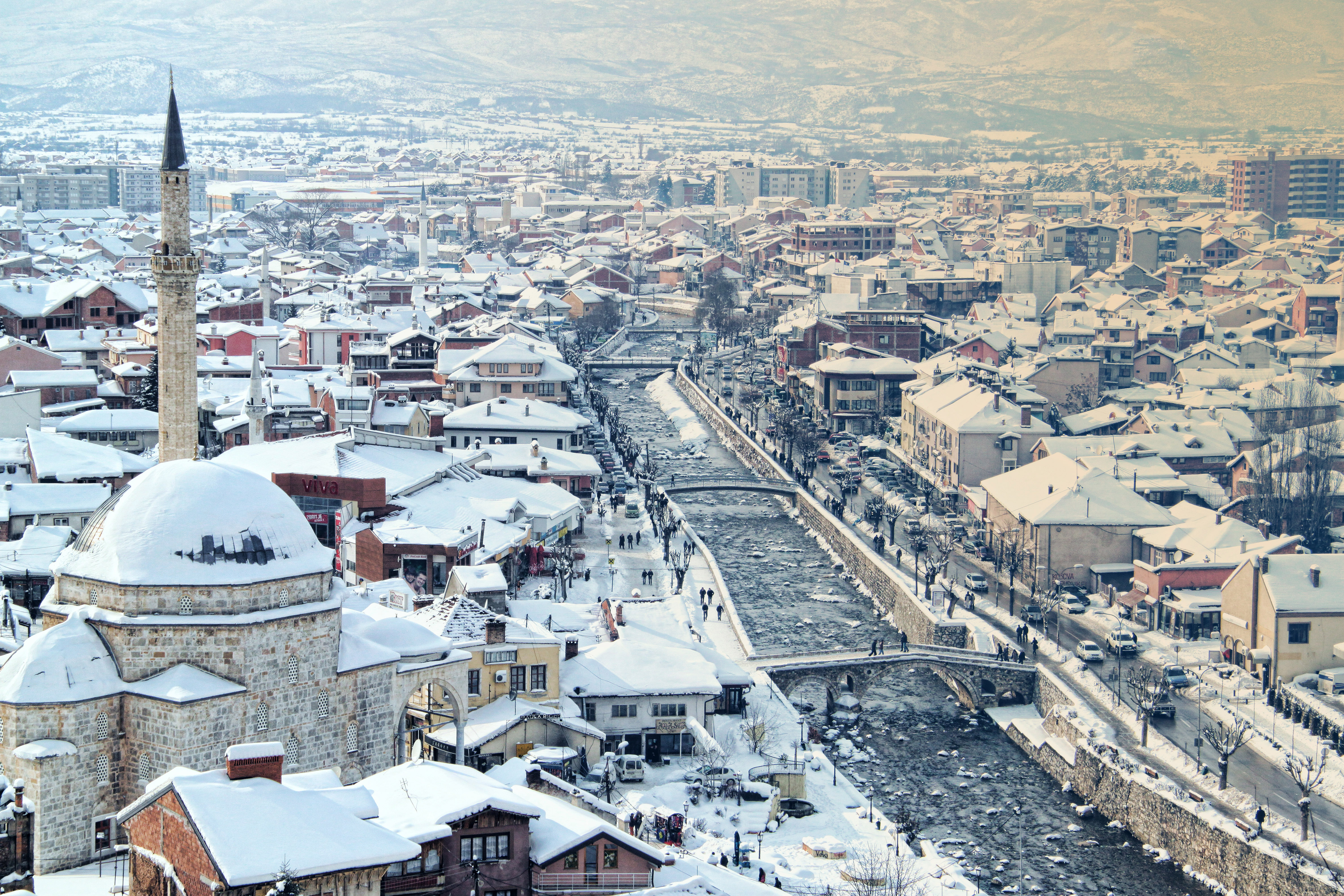
Die Bistrica in Prizren im Winter
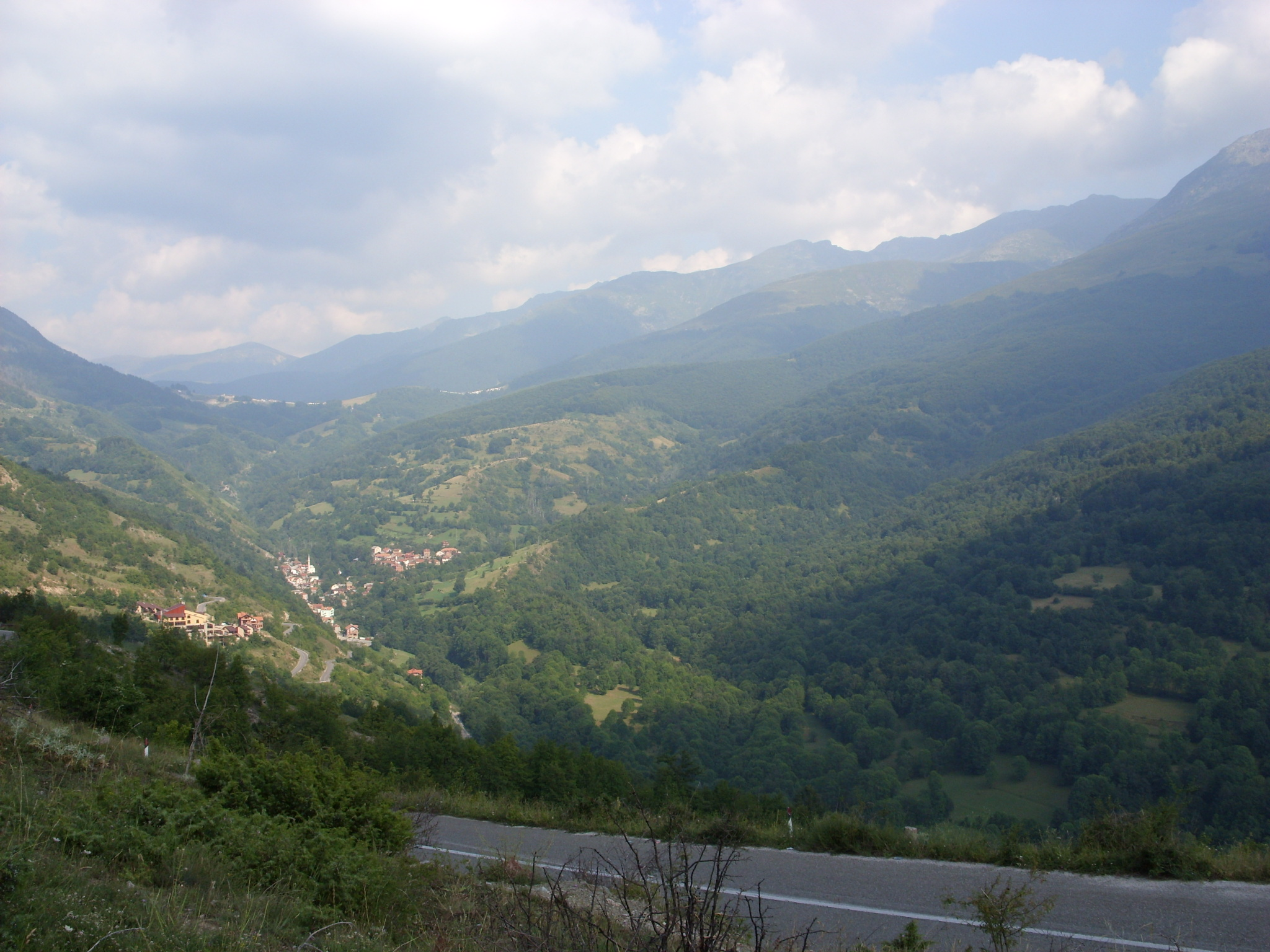
Das obere Bistrica-Tal mit dem Dorf Gornjasella